# Tornadon i Salt Lake City 1999

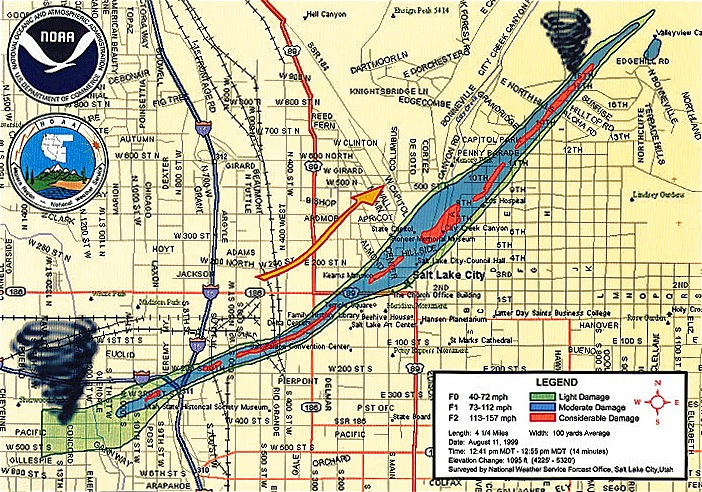
Tornadons väg genom staden

Tornadon i Salt Lake City 1999 var en väldigt ovanlig tornado som drabbade Salt Lake City, Utah den 11 augusti 1999. Den var en av de största som hade skett väster om Great Plains under 1900-talet. Tornadon blev den andra någonsin i Salt Lake City, och den första sedan 1884, att döda en människa.